# Club Atlético de Madrid 1994-1995
Questa voce raccoglie le informazioni riguardanti il Club Atlético de Madrid nelle competizioni ufficiali della stagione 1994-1995.

## Stagione
Nella stagione 1994-1995 i colchoneros, furono allenati inizialmente dal colombiano Francisco Maturana, che dopo sei sconfitte in nove gare fu esonerato e sostituito dall'argentino Jorge D'Alessandro, ancora sotto contratto dalla passata stagione. L'esordio di D'Alessandro è comunque amaro, visto che la squadra perde il derbi madrileño per 4-2 contro il Real Madrid. Tuttavia l'Atlético riesce a cambiare marcia e inanella quattro risultati utili consecutivi. Il 19 febbraio, in seguito alla sconfitta ottenuta nei minuti finali per mano della Real Sociedad, D'Alessandro viene esonerato e al suo posto è chiamato il connazionale Alfio Basile. L'ex commissario tecnico della nazionale di calcio argentina alterna vittorie e sconfitte e, in seguito all'eliminazione dalla Coppa del Re ai quarti di finale per mano dell'Albacete e alla sconfitta rimediata in casa del Compostela, il presidente Gil lo esonera, chiamando Carlos Sánchez Aguiar fino al termine del campionato.
Tra i risultati memorabili ci furono il 6-0 inflitto al Real Valladolid alla quinta di campionato e il 4-1 con cui i rojiblancos espugnarono il Camp Nou in Coppa del Re.

## Maglie e sponsor
| Manica sinistra · Manica sinistra · Maglietta · Maglietta · Manica destra · Manica destra · Pantaloncini · Calzettoni · Calzettoni |

## Rosa
| N. |                    | Ruolo | Calciatore         |
| -- | ------------------ | ----- | ------------------ |
| -  | Spagna (bandiera)  | P     | Abel Resino        |
| -  | Spagna (bandiera)  | P     | Diego Díaz Garrido |
| -  | Spagna (bandiera)  | D     | Tomás Reñones      |
| -  | Spagna (bandiera)  | D     | Roberto Solozábal  |
| -  | Spagna (bandiera)  | D     | Patxi Ferreira     |
| -  | Spagna (bandiera)  | D     | Toni Muñoz         |
| -  | Spagna (bandiera)  | D     | Delfí Geli         |
| -  | Spagna (bandiera)  | D     | Juan Manuel López  |
| -  | Spagna (bandiera)  | D     | Alejandro Sánchez  |
| -  | Brasile (bandiera) | D     | Ivan Rocha         |
| -  | Spagna (bandiera)  | C     | Pirri Mori         |

| N. |                      | Ruolo | Calciatore           |
| -- | -------------------- | ----- | -------------------- |
| -  | Spagna (bandiera)    | C     | José Luis Caminero   |
| -  | Argentina (bandiera) | C     | Diego Simeone        |
| -  | Spagna (bandiera)    | C     | Juan Vizcaíno        |
| -  | Russia (bandiera)    | C     | Igor' Dobrovol'skij  |
| -  | Spagna (bandiera)    | C     | Manuel Ruano         |
| -  | Spagna (bandiera)    | A     | Kiko                 |
| -  | Polonia (bandiera)   | A     | Roman Kosecki        |
| -  | Paraguay (bandiera)  | A     | Miguel Ángel Benítez |
| -  | Colombia (bandiera)  | A     | Adolfo Valencia      |
| -  | Spagna (bandiera)    | A     | Manolo               |

## Risultati

### Primera División

#### Girone di andata
| Arbitro: | Marín López |

|                        |           |                                     |
| Pirri 44’ Caminero 84’ | Marcatori | 25’, 47’, 58’ Mijatović 50’ Salenko |

| Arbitro: | Rubio Valdivieso |

|           |           |  |
| Pizzi 38’ | Marcatori |  |

| Arbitro: | Ansuátegui Roca |

|                       |           |             |
| Kiko 32’ Caminero 48’ | Marcatori | 44’ Pikabea |

| Arbitro: | Gómez López |

|             |           |  |
| Armando 73’ | Marcatori |  |

| Arbitro: | Martín Navarrete |

|                                           |           |  |
| Geli 7’ Pirri 18’, 30’ Kiko 28’, 54’, 66’ | Marcatori |  |

| Arbitro: | Ansuátegui Roca |

|                                             |           |                                 |
| Romário 10’, 77’ Guardiola 33’ Stoičkov 40’ | Marcatori | 26’ Pirri 80’ Kiko 86’ Valencia |

| Arbitro: | Pajares Paz |

|              |           |                |
| Valencia 43’ | Marcatori | 52’ Kostadinov |

| Arbitro: | Santamaría Uzqueda |

|            |           |  |
| Losada 14’ | Marcatori |  |

| Arbitro: | Díaz Vega |

|  |           |                       |
|  | Marcatori | 34’ Aquino 77’ Stošić |

| Arbitro: | López Nieto |

|                                              |           |                                |
| Míchel 21’ (rig.) Zamorano 25’, 43’ Raúl 36’ | Marcatori | 27’ Kosecki 44’ (rig.) Simeone |

| Arbitro: | Panadero Martínez |

|                                        |           |  |
| Vizcaíno 36’ Valencia 71’ Caminero 75’ | Marcatori |  |

| Arbitro: | Gracia Redondo |

|                       |           |                       |
| Santi 24’ Cordero 39’ | Marcatori | 67’ Kiko 71’ Caminero |

| Arbitro: | Rodríguez Martel |

|                  |           |                |
| Simeone 35’, 66’ | Marcatori | 64’ Goikoetxea |

| Arbitro: | Andradas Asurmendi |

|  |           |                         |
|  | Marcatori | 8’ Caminero 57’ Simeone |

| Arbitro: | Martín Navarrete |

|  |           |           |
|  | Marcatori | 22’ Popov |

| Arbitro: | Marín López |

|                   |           |  |
| Răducioiu 4’, 76’ | Marcatori |  |

| Arbitro: | Andradas Asurmendi |

|              |           |            |
| Valencia 41’ | Marcatori | 22’ Abadía |

| Arbitro: | Santamaría Uzqueda |

|                                               |           |          |
| Higuera 22’ (rig.) Esnáider 41’ Pardeza 90+3’ | Marcatori | 66’ Kiko |

| Arbitro: | Rubio Valdivieso |

|                        |           |                     |
| Manolo 41’ Sánchez 74’ | Marcatori | 10’ Bango 67’ Šuker |

#### Girone di ritorno
| Valencia 5 febbraio 1995 20ª giornata | Valencia          | 0 – 0 referto | Atlético Madrid | Mestalla\| Arbitro: \| Panadero Martínez \| |
| Arbitro:                              | Panadero Martínez |               |                 |                                             |

| Arbitro: | Fernández Marín |

|                                    |           |            |
| Caminero 15’ Geli 74’ Valencia 88’ | Marcatori | 51’ Felipe |

| Arbitro: | Brito Arceo |

|                              |           |              |
| Karpin 26’, 90’ L. Pérez 85’ | Marcatori | 27’ Caminero |

| Arbitro: | Rodríguez Martel |

|                                   |           |                                          |
| Geli 29’ Simeone 55’ Vizcaíno 90’ | Marcatori | 33’ Oli 52’ Carlos 73’ (rig.) Prosinečki |

| Arbitro: | Pajares Paz |

|  |           |                       |
|  | Marcatori | 80’ (aut.) Belodedici |

| Arbitro: | Díaz Vega |

|                          |           |  |
| I. Rocha 45’ (rig.), 51’ | Marcatori |  |

| Arbitro: | Ansuátegui Roca |

|  |           |            |
|  | Marcatori | 68’ Manolo |

| Arbitro: | Gómez López |

|  |           |                        |
|  | Marcatori | 30’ Mariano 90’ Gudelj |

| Arbitro: | Daudén Ibáñez |

|                               |           |  |
| Márquez 60’ Alexis 72’ (rig.) | Marcatori |  |

| Arbitro: | Fernández Marín |

|  |           |                   |
|  | Marcatori | 29’, 70’ Zamorano |

| Logroño 23 aprile 1995 30ª giornata | CD Logroñés      | 0 – 0 referto | Atlético Madrid | Las Gaunas\| Arbitro: \| Rubio Valdivieso \| |
| Arbitro:                            | Rubio Valdivieso |               |                 |                                              |

| Arbitro: | Gracia Redondo |

|                                        |           |  |
| Caminero 27’ Kosecki 65’, 83’ Geli 69’ | Marcatori |  |

| Arbitro: | Santamaría Uzqueda |

|                                     |           |           |
| Alkiza 18’ Tabuenca 69’ Ziganda 71’ | Marcatori | 16’ Pirri |

| Arbitro: | Ansuátegui Roca |

|                                        |           |                      |
| Kosecki 27’ Kiko 63’ Dobrovol'skij 83’ | Marcatori | 59’ Pier 65’ Morales |

| Santander 21 maggio 1995 34ª giornata | Racing Santander | 0 – 0 referto | Atlético Madrid | El Sardinero\| Arbitro: \| Rubio Valdivieso \| |
| Arbitro:                              | Rubio Valdivieso |               |                 |                                                |

| Arbitro: | Ansuátegui Roca |

|                                        |           |             |
| López 29’ Geli 58’ (rig.) Caminero 88’ | Marcatori | 29’ Arteaga |

| Arbitro: | Fernández Marín |

|                          |           |              |
| Ohen 46’ Christensen 64’ | Marcatori | 78’ Valencia |

| Arbitro: | Andradas Asurmendi |

|                            |           |  |
| Geli 23’ (rig.) Manolo 88’ | Marcatori |  |

| Arbitro: | Brito Arceo |

|                      |           |                      |
| Šuker 58’ Monchu 78’ | Marcatori | 21’ Kiko 32’ Simeone |

### Coppa del Re
| Santa Cruz de La Palma 4 gennaio 1995 Terzo turno – Andata | Mensajero        | 0 – 0 referto | Atlético Madrid | Silvestre Carrillo (6 000 spett.)\| Arbitro: \| Rodríguez Martel \| |
| Arbitro:                                                   | Rodríguez Martel |               |                 |                                                                     |

| Arbitro: | Barrenechea Montero |

|                                 |           |             |
| Caminero 24’ Geli 75’ Pirri 84’ | Marcatori | 56’ Engonga |

| Las Palmas de Gran Canaria 25 gennaio 1995 Quarto turno – Andata | Las Palmas       | 0 – 0 referto | Atlético Madrid | Insular\| Arbitro: \| Martín Navarrete \| |
| Arbitro:                                                         | Martín Navarrete |               |                 |                                           |

| Arbitro: | Gracia Redondo |

|                               |           |  |
| Simeone 55’ Padrón 71’ (aut.) | Marcatori |  |

| Arbitro: | Díaz Vega |

|             |           |                                                |
| Abelardo 2’ | Marcatori | 11’ (rig.) Simeone 53’, 89’ Valencia 68’ Pirri |

| Arbitro: | Daudén Ibáñez |

|              |           |                                         |
| Caminero 55’ | Marcatori | 8’ Hagi 48’ (rig.), 57’ (rig.) Stoičkov |

| Arbitro: | Barrenechea Montero |

|             |           |             |
| I. Rocha 5’ | Marcatori | 75’ Antonio |

| Arbitro: | Brito Arceo |

|             |           |  |
| Bjelica 85’ | Marcatori |  |

## Statistiche

### Statistiche di squadra
| Competizione     | Punti | Totale | Totale | Totale | Totale | Totale | Totale | DR |
| Competizione     | Punti | G      | V      | N      | P      | Gf     | Gs     | DR |
| ---------------- | ----- | ------ | ------ | ------ | ------ | ------ | ------ | -- |
| Primera División | 35    | 38     | 13     | 9      | 16     | 56     | 54     | +2 |
| Coppa del Re     | -     | 8      | 3      | 3      | 2      | 11     | 7      | +4 |
| Totale           | 35    | 46     | 16     | 12     | 18     | 67     | 61     | +6 |